# Паттон, Пола
По́ла Макси́н Па́ттон (англ. Paula Maxine Patton; род. 5 декабря 1975, Лос-Анджелес, Калифорния, США) — американская актриса, известная по фильмам «Дежавю», «Зеркала», «Сокровище», «Миссия невыполнима: Протокол Фантом», «Два ствола» и ролью Гароны Полуорчихи в фильме «Варкрафт».

## Биография
Родилась 5 декабря 1975 года в Лос-Анджелесе.
В детстве она жила рядом со студией 20th Century Fox. Её мать работала учительницей в школе, отец был юристом. Пола окончила среднюю школу Александра Гамильтона в Лос-Анджелесе. Уже во время учёбы Паттон начала играть в школьных постановках. Некоторое время она училась в университете Беркли, позже поступила в школу кинематографических искусств университета Южной Калифорнии. Полученный диплом позволил ей работать ассистентом режиссёра документальных фильмов, создаваемых PBC для канала Discovery Health Channel. С 2000 по 2002 год она была продюсером документального сериала «Медицинские дневники». В 2004 году Пола записала дополнительную вокальную партию к песне Ашера «Can U Handle It?» с альбома «Confessions».

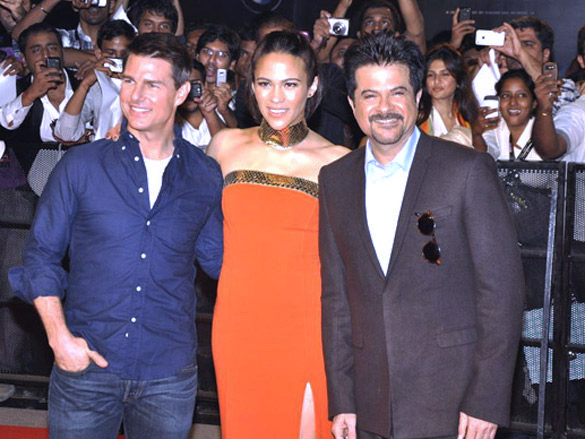
Том Круз, Пола Паттон и Анил Капур на специальном показе фильма «Миссия невыполнима: Протокол Фантом»

Начала актёрскую карьеру в 2005 году, снявшись в фильмах «Правила съёма: Метод Хитча», «Лондон» и «Книга убийств». Первый успех пришёл к ней после роли в фильме «Дежавю» (2006), в котором она снялась вместе с Дензелом Вашингтоном, а затем была номинирована на премию «Black Reel Awards 2007» в категории «Лучший прорыв». В 2008 году Пола снялась в комедии «На трезвую голову» и фильме ужасов «Зеркала». В 2009 году в фильме «Сокровище» она сыграла мисс Блу Рэйн, учительницу главной героини, за что получила премию «Общества кинокритиков Бостона» в категории «Лучший актёрский ансамбль», а также была номинирована на премии «Washington DC Area Film Critics Association Awards», «Black Reel Awards», «Image Awards», «Гильдии киноактёров США» и другие. В 2010 году Пола снялась в фильме «Просто Райт» и эпизоде сериала «Закон и порядок: Специальный корпус». В 2011 году она сыграла в романтической комедии «Испытание свадьбой», а затем вместе с Томом Крузом снялась в боевике «Миссия невыполнима: Протокол Фантом», за роль в котором была номинирована на премии «Сатурн», «Teen Choice Awards» и другие. Затем последовали роли в фильмах «Связи нет» (2012), «Два ствола» (2013), «Выдача багажа» (2013), «Что случилось прошлой ночью» (2014). В 2015 году Пола снялась в пилоте канала ABC «Беглец». В 2016 году вышли три фильма с её участием — «Варкрафт», «Идеальный выбор» и «Всё по новой».
В 2017 году снялась в сериале «Где-то между». В 2018 году сыграла в фильме «Траффик», в 2019 году — в фильме «Жертвоприношение».
В 2020 году снялась в фильме «Сэм: Песочный эльф».

### Личная жизнь
В 1991 году в одном из клубов Пола познакомилась с певцом Робином Тиком, а в 1993 году начала встречаться с ним. 11 июня 2005 года они поженились. 6 апреля 2010 года у пары родился сын Джулиан Фуэго Тик. 24 февраля 2014 года было объявлено о расставании пары. 8 октября 2014 года Пола официально подала на развод и совместную опеку над сыном. Развод был окончательно оформлен 14 апреля 2015 года.

## Оценка творчества
Кинокритик журнала Time Стефани Захарек так отзывается об актёрской игре Полы: «Паттон была потрясающей в некоторых недооценённых картинах, таких как мюзикл „Моя жизнь в Айдлвайлде“, … она придала крепость и привлекательность игре в таких фильмах как „Миссия невыполнима: Протокол Фантом“ Брэда Бёрда и „Дежавю“ Тони Скотта».

## Фильмография
| Год  |     | Русское название                    | Оригинальное название                | Роль                        |
| ---- | --- | ----------------------------------- | ------------------------------------ | --------------------------- |
| 2005 | ф   | Правила съёма: Метод Хитча          | Hitch                                | Мэнди                       |
| 2005 | ф   | Лондон                              | London                               | Алекс                       |
| 2005 | тф  | Книга убийств                       | Murder Book                          | детектив Анжела Келлогг     |
| 2006 | ф   | Моя жизнь в Айдлвайлде              | Idlewild                             | Энджел Дэвенпорт            |
| 2006 | ф   | Дежавю                              | Deja Vu                              | Клэр Качивер                |
| 2008 | ф   | На трезвую голову                   | Swing Vote                           | Кейт Мэдисон                |
| 2008 | ф   | Зеркала                             | Mirrors                              | Эмми Карсон                 |
| 2009 | ф   | Сокровище                           | Precious                             | мисс Блу Рэйн               |
| 2010 | ф   | Просто Райт                         | Just Wright                          | Морган Александр            |
| 2010 | с   | Закон и порядок: Специальный корпус | Law & Order: Special Victims Unit    | агент Микка Вон             |
| 2011 | ф   | Испытание свадьбой                  | Jumping the Broom                    | Сабрина Уотсон              |
| 2011 | ф   | Миссия невыполнима: Протокол Фантом | Mission: Impossible — Ghost Protocol | Джейн Картер, сотрудник IMF |
| 2012 | с   | Свободные леди                      | Single Ladies                        | Лейла                       |
| 2012 | ф   | Связи нет                           | Disconnect                           | Синди Халл                  |
| 2013 | ф   | Два ствола                          | 2 Guns                               | Деб                         |
| 2013 | ф   | Выдача багажа                       | Baggage Claim                        | Монтана Мур                 |
| 2013 | кор | Милосердие                          | Mercy                                | Синтия                      |
| 2014 | ф   | Что случилось прошлой ночью         | About Last Night                     | Элисон                      |
| 2015 | тф  | Беглец                              | Runner                               | Лорен Маркс                 |
| 2016 | ф   | Идеальный выбор                     | The Perfect Match                    | Шерри                       |
| 2016 | ф   | Варкрафт                            | Warcraft                             | Гарона Полуорчиха           |
| 2016 | ф   | Всё по новой                        | The Do Over                          | Хизер Фишмен                |
| 2017 | с   | Где-то между                        | Somewhere Between                    | Лора Прайс                  |
| 2018 | ф   | Траффик                             | Traffik                              | Бри                         |
| 2019 | ф   | Жертвоприношение                    | Sacrifice                            | Даниэлла Эрнандес           |
| 2020 | ф   | Сэм: Песочный эльф                  | Four Kids and It                     | Элис                        |
| 2021 | с   | Жертвоприношение                    | Sacrifice                            | Даниэлла Эрнандес           |
| 2022 | с   | Обещание дьявола                    | Devil's Promise                      | Дженнифер                   |

## Награды и номинации
| Год  | Награда                                            | Категория                              | Работа                              | Результат |
| ---- | -------------------------------------------------- | -------------------------------------- | ----------------------------------- | --------- |
| 2007 | Black Reel Awards                                  | Лучший прорыв                          | Дежавю                              | Номинация |
| 2009 | Общество кинокритиков Бостона                      | Лучший актёрский ансамбль              | Сокровище                           | Победа    |
| 2009 | Washington DC Area Film Critics Association Awards | Лучший актёрский ансамбль              | Сокровище                           | Номинация |
| 2010 | Black Reel Awards                                  | Лучшая актриса второго плана           | Сокровище                           | Номинация |
| 2010 | Image Awards                                       | Лучшая актриса второго плана           | Сокровище                           | Номинация |
| 2010 | Премия Гильдии киноактёров США                     | Лучший актёрский состав в игровом кино | Сокровище                           | Номинация |
| 2010 | Gold Derby Awards                                  | Лучший актёрский ансамбль              | Сокровище                           | Номинация |
| 2010 | Broadcast Film Critics Association                 | Лучший актёрский ансамбль              | Сокровище                           | Номинация |
| 2011 | Golden Schmoes Awards                              | Лучшая T&A года                        | Миссия невыполнима: Протокол Фантом | Номинация |
| 2012 | Teen Choice Awards                                 | Choice Movie: Актриса боевика          | Миссия невыполнима: Протокол Фантом | Номинация |
| 2012 | Сатурн                                             | Лучшая киноактриса второго плана       | Миссия невыполнима: Протокол Фантом | Номинация |
| 2012 | Alliance of Women Film Journalists                 | Лучшая актриса боевика                 | Миссия невыполнима: Протокол Фантом | Номинация |
| 2012 | Image Awards                                       | Лучшая киноактриса                     | Испытание свадьбой                  | Номинация |
| 2014 | Acapulco Black Film Festival                       | Лучший актёрский ансамбль              | Выдача багажа                       | Номинация |